# 院庄遗址
院庄遗址，位于山东省滨州市博兴县湖滨镇院庄村，是中华人民共和国山东省文物保护单位之一。
2006年12月7日，授予山东省文物保护单位，是一座古遗址。